# 大鼻南乳魚
大鼻南乳魚，為輻鰭魚綱胡瓜魚目南乳魚科的其中一種，分布於紐西蘭南島Waitaki河上游流域，棲息在礫石底質的急流，體長可達7公分，屬肉食性，生活習性不明。

## 擴展閱讀
維基物種上的相關：大鼻南乳魚